# Pseudhapalopus spinulopalpus
Pseudhapalopus spinulopalpus är en spindelart som beskrevs av Schmidt och Johann Anton Weinmann 1997. Pseudhapalopus spinulopalpus ingår i släktet Pseudhapalopus och familjen fågelspindlar.
Artens utbredningsområde är Colombia. Inga underarter finns listade i Catalogue of Life.